# Johnstown, Wyoming
Johnstown är en ort (census-designated place) i Fremont County i centrala delen av den amerikanska delstaten Wyoming. Orten ligger i Wind Rivers indianreservat vid floden Wind River, omkring 30 kilometer väster om Riverton, Wyoming. Befolkningen uppgick till 242 invånare vid 2010 års federala folkräkning.
Genom orten passerar den federala landsvägen U.S. Route 26.